# かたつむり大作戦
かたつむり大作戦（かたつむりだいさくせん）は、かつてKBS京都が行っていた交通安全キャンペーンである。

## 概要
1976年の開局（当時は近畿放送）25周年記念事業のラジオ放送キャンペーンとして発足し、1983年（第8回）からテレビとの同時放送（ラテソン）によって、全社を挙げての一大キャンペーンとして行われていた。キャンペーンパーソナリティは、地元京都出身の俳優・長門裕之と、その妻である女優・南田洋子が担当。長門は1982年（第7回）から24年にわたって、南田は1984年（第9回）から22年にわたってメインパーソナリティを務めた。1982年（第7回）には水野潤子が、1983年（第8回）には稲垣美穂子と当時、長門・南田夫妻と同じ事務所に所属していた紺野美紗子が長門のアシスタントを務めた。
この企画は、肉親等が交通事故によって亡くなった子どもたち（いわゆる交通遺児）のために奨学金を贈呈して勇気を与えようという趣旨で行われており、毎年ゴールデンウィークに24時間前後の特別番組を放送していたほか、関連ミニ番組や交通安全啓発CMをテレビ・ラジオ双方で展開していた。ラジオでは2日間またぎの24時間放送を行い（年によって30時間、27時間など時間を拡大したこともある）、テレビでは日中のみ同時放送を行っていた。2000年代には規模を縮小し、1日（9時間から10時間程度）のみのキャンペーンとなった。
1976年4月6日・7日「25時間ラジオナマ放送 交通安全キャンペーン KBSかたつむり大作戦」として始まり、2005年の第30回をもってファイナルを迎え、その30年間を通しての募金総額（2005年4月29日のラテソン放送終了時）には3億6620万6102円を集めた。
2011年5月21日、本番組のパーソナリティを長年務めていた長門裕之が死去。KBS京都は長門の死から9日後の5月30日にラジオで、本番組を通じての長門の生涯を振り返る追悼特別番組『ありがとう!長門裕之さん』を放送した。
近年は、同じ京都を本拠地とするJリーグ・京都サンガのサポーターなどによって、この名称を受け継いだ交通安全運動が行われている。

## テーマソング
初代
- 『京都かたつむり大作戦』作詞：Asari、作曲・編曲：Yoji（津野陽二）、歌：Yuko

2代目
- 『やさしさの贈りもの』詞原案：藤井京子、作詞：吉元由美、作曲：河合奈保子、編曲：瀬尾一三、唄：河合奈保子

3代目
- 『Treasure』歌：SANISAI